# Torta de mirtilo

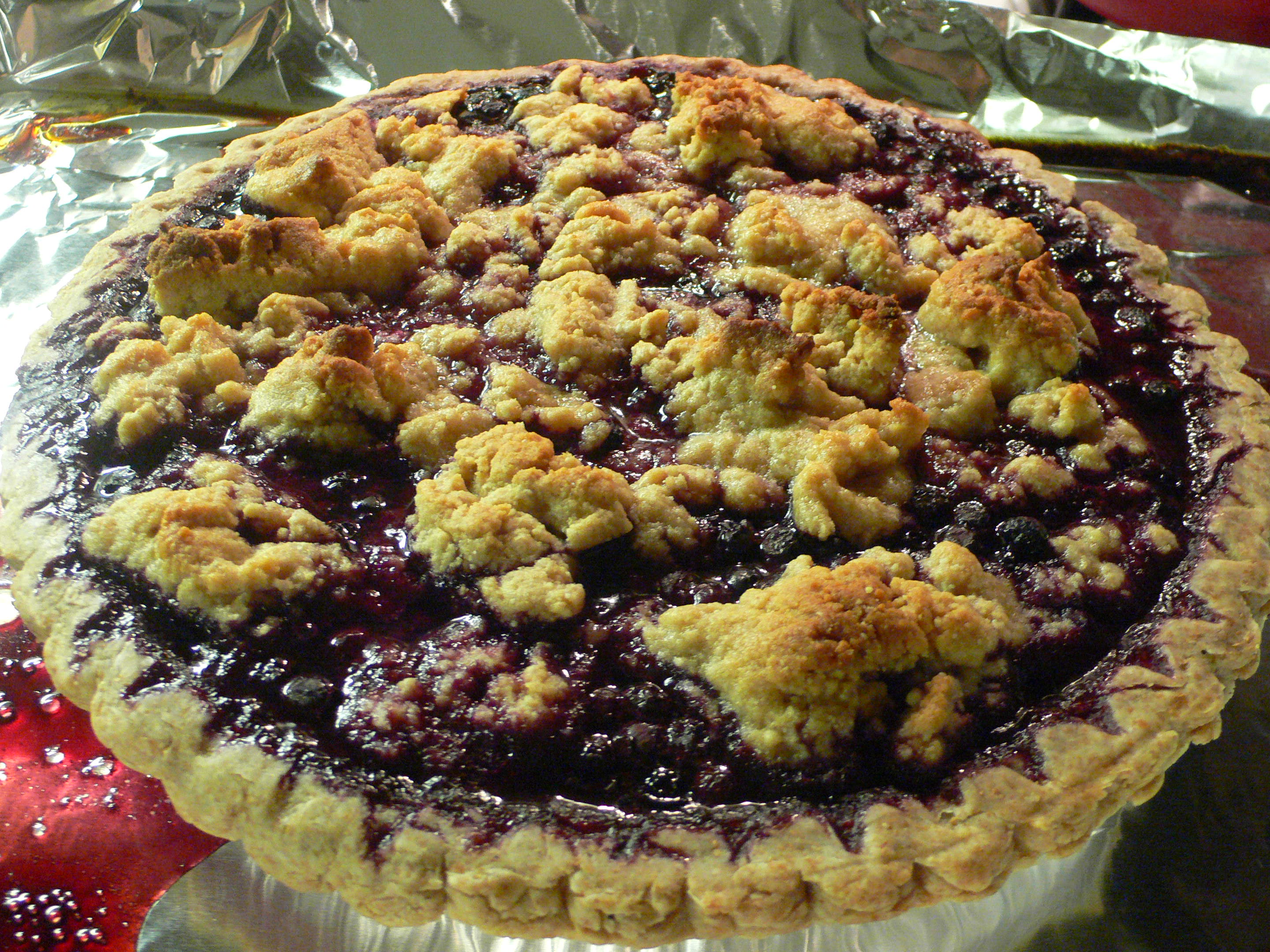
Torta de mirtilo com cobertura de farelo de amêndoas

Torta de mirtilo é uma torta recheada de mirtilo. A torta é simples de ser feita
 porque não exige que os frutos sejam descascados ou tenham suas sementes retiradas. Ela tipicamente é feita com uma crosta de massa na parte superior, mas também pode ser feita sem. No hemisfério norte, ela é bastante popular durante os meses de verão (entre junho e setembro), por ser época dos frutos.

## História
A torta foi comida pelos pioneiros estadounidenses, e permanece como uma popular sobremesa nos Estados Unidos e Canadá, usando frutos do mirtilo Vaccinium cyanococcus. Na Europa, a receita é feita com mirtilos europeus do tipo Vaccinium myrtillus. 
No Maine, no nordeste dos Estados Unidos, a receita feita com mirtilos selvagens da região é considerada a sobremesa oficial do estado. A receita consta no Appledore Cook Book, publicado em Boston, datando de tão cedo quanto 1872.

## Ingredientes
O principal ingrediente do recheio são mirtilos, lavados e sem caules. Os frutos utilizados podem ser frescos ou congelados. Outros ingredientes para a preparação da massa e do recheio incluem farinha, canela, açúcar, baunilha e manteiga, podendo variar de acordo com a receita.

## Preparação
Para a massa, usa-se farinha, sal e água misturados a algum tipo de gordura, que pode ser vegetal (margarina) ou animal (como manteiga e banha).
O recheio é feito principalmente de mirtilos, que podem ser usados inteiros ou amassados, que são misturados ao açúcar e a uma pequena quantidade de suco de limão; farinha ou amido de milho são adicionados para deixar o recheio mais consistente. Algumas receitas adicionam manteiga sem sal ou creme de leite. Essa pasta de frutas é despejada sobre uma camada de massa, em uma forma própria para tortas, e pode ser coberta ou não com outra camada de massa. A massa superior da torta, quando presente, é geralmente feita de forma completa ou trançada. Canela é comumente utilizada, e também pode ser polvilhada sobre a superfície da torta já pronta.

## Nutrientes

### Macro
Uma fatia de 125 gramas de torta de mirtilo comum, com açúcar e massa branca, contém por volta de 290 calorias, sendo 12.5 gramas de gordura, 43.6 de carboidrato e 2.3 de proteína.

### Micro
A torta é rica em vitaminas, incluindo vitamina A, ácido fólico, vitamina C, vitamina E e vitamina K. Ela também contém uma variedade de sais minerais, como cálcio, cobre, ferro, magnésio, fósforo, potássio, selênio, sódio e zinco.